# Porto di Giurgiuleşti
Il Porto di Giurgiulești ufficialmente Porto Internazionale Franco Giurgiulești (in romeno Portul Internațional Liber Giurgiulești; PILG) è il maggior porto della Moldavia. Il porto è localizzato nel comune di Giurgiulești sul fiume Prut, a meno di un chilometro dalla confluenza col Danubio.
Aperto il 26 ottobre 2006 dopo circa dieci anni di costruzione, è l'unico porto della Moldavia accessibile alle navi marittime. Si trova nel sud della Moldavia, al confine con Romania e Ucraina, a circa 133,8 Km (72,2 miglia marine) dalla foce del Danubio nel Mar Nero. Il porto opera come terminal per petrolio, granaglie e passeggeri.
Il terminal passeggeri di Giurgiulești è stato aperto ufficialmente il 17 marzo 2009 con il primo viaggio di linea Giurgiulești-Istanbul-Giurgiulești.
Il terminal per il grano è stato aperto il 24 luglio 2009.